# Креа, Анри
Анри Креа (фр. Henri Kréa; 6 ноября 1933, Алжир, Французский Алжир — 6 декабря 2000, Париж) — алжирский писатель
, поэт, литературный критик. Писал на французском языке.

## Биография
Как и герой его единственного романа «Джамаль», был сыном француза и алжирки. Его отец Шарль (сын основателя Французской коммунистической партии Марселя Кашена), проходивший военную службу в Алжире, оставил его вскоре после рождения, так что Анри использовал в качестве псевдонима название массива Креа близ недалеко от Блиды, откуда родом его мать. С 1956 года жил в Париже, где работал журналистом. 
С начале 1950-х годов публиковал пьесы, одновременно выступая за независимость Алжира и состоя членом Алжирской коммунистической партии. В 1957 году он написал небольшой манифест под названием «Революция и поэзия — одно и то же» (La Révolution et la poésie sont une seule et même chose), издаванный Пьером-Жаном Освальдом. Подписал «Манифест 121». 
Его поэзия (сборники стихов «Великий день», 1956; «Революция и поэзия…»,  1957, «Первая свобода» / Liberté première, 1957, «Головокружительные поэмы» / Poèmes en forme vertige, 1967) изображают тему освободительной войны, моральные и социальные изменения после обретения независимости Алжира, развитие идентичности, темы отчуждения, показывает желания и ожидания простых людей, экзистенциальные тревоги, так называемого, послевоенного поколения отшельников. 
Историческая драма «Землетрясение» (Le Séisme, 1958), роман «Джамаль» (Djamal, 1961) и сборник исторических повестей «Могила Югурты» (Tombeau de Jugurtha, 1968) изображают алжирскую революцию и её героев. 